# Rocca di Riva del Garda
La Rocca di Riva del Garda è una fortezza medievale che si trova nella città di Riva del Garda in provincia di Trento. È posta su un isolotto artificiale sulla sponda del lago di Garda ed è sede del MAG Museo Alto Garda.

## Storia
La rocca fu costruita per volere del principe vescovo di Trento Altemanno nel 1124 per difendere il porto della città, punto strategico per i commerci da e verso il Trentino.
Nel Trecento, dopo la conquista della città ad opera degli Scaligeri, la rocca fu ristrutturata e ampliata seguendo le soluzioni già realizzate per le fortezze di Lazise, Sirmione e Peschiera, tra le quali la possibilità di un accesso diretto dal lago e l'isolamento dalla terraferma tramite fossati.
Passata sotto il controllo dei Veneziani, la rocca fu al centro degli scontri con i Visconti e fu più volte depredata.
Nel 1516 Riva fu conquistata dall'imperatore Massimiliano I d'Asburgo. Con il ritorno sotto il dominio asburgico, l'importanza militare della Rocca scemò e venne quindi usata come residenza della corte del principato vescovile di Trento. Nel Seicento Gianangelo Madruzzo la ristrutturò per ospitarvi la moglie Alfonsina Gonzaga di Novellara.
Nell'Ottocento la Rocca venne trasformata in caserma dell'esercito nell'ambito del progetto di rafforzamento del confine tra l'Impero d'Austria e l'Italia. Vennero effettuati importanti lavori come l'abbassamento delle torri angolari e il rifacimento di tutti gli interni.
Negli anni cinquanta del XX secolo all'interno della Rocca fu istituito il museo civico di Riva che tuttora vi ha sede.